# David Howell (homme politique)
Pour les articles homonymes, voir David Howell.
David Arthur Russell Howell (né le 18 janvier 1936) est un homme politique, journaliste et consultant économique conservateur britannique. Après avoir été successivement secrétaire d'État à l'Énergie puis aux Transports sous Margaret Thatcher, Howell est plus récemment ministre d'État au ministère des Affaires étrangères de 2010 jusqu'au remaniement de 2012. Il est président du comité des relations internationales de la Chambre des lords depuis mai 2016. Avec William Hague, George Young et Kenneth Clarke, il est l'un des rares ministres du gouvernement de 1979 à 1997 à avoir continué à occuper des postes élevés au sein du parti, en étant le chef adjoint de la Chambre des lords jusqu'en 2010. Sa fille, Frances, est mariée à l'ancien chancelier de l'Échiquier, George Osborne. 

## Famille
Howell est le fils du colonel Arthur Howard Eckford Howell, et petit-fils du lieutenant-colonel Ernest Alfred Russell Howell, et de sa femme (mariée le 9 avril 1931) Beryl Stuart Bowater, fille de Sir Frank Henry Bowater, 1er baronnet et Ethel Anita Fryar. Le père de Howell, un officier de l'armée de la Royal Artillery, a vécu pendant de nombreuses années au 5 Headfort Place, à Londres. Il est décoré de la Décoration territoriale (TD) et est Compagnon de l'Ordre du service distingué (DSO et bar). 

## Jeunesse
Howell fait ses études au Collège d'Eton, avant d'entrer au King's College de Cambridge, où il obtient en 1959 un Master of Arts de 1re classe en économie. Il rejoint la Section économique du Trésor de 1959 à 1960. En 1960, il écrit le livre Principles to Practice, publié conjointement, et passe quatre ans en tant que journaliste, écrivain et envoyé spécial du Daily Telegraph. Il succède à Geoffrey Howe comme rédacteur en chef de Crossbow (le journal du Bow Group) de 1962 à 1964 avant de se présenter sans succès dans la circonscription de Dudley aux élections générales de 1964,. Il est ensuite directeur du Centre politique conservateur entre 1964 et 1966, en écrivant et en publiant la brochure The Conservative Opportunity. 

## Carrière politique
Deux ans plus tard, en 1966, il est élu député du siège sûr de Guildford dans le Surrey, pour le Parti conservateur, siège qu'il occupe jusqu'à sa retraite aux élections générales de 1997. Le 6 juin 1997, il est nommé pair à vie avec le titre de baron Howell de Guildford, de Penton Mewsey, dans le comté de Hampshire
Howell est ministre subalterne dans le gouvernement d'Edward Heath (1970-1974), comme Lord Commissaire du Trésor entre 1970 et 1971 et secrétaire parlementaire du Département de la fonction publique entre 1970 et 1972, et joue un rôle clé dans la création du centre d'examen des politiques, une unité de politique de «capacité centrale» basée au Cabinet Office. Il est sous-secrétaire à l'emploi (1971–72), sous-secrétaire pour l'Irlande du Nord (1972), ministre d'État pour l'Irlande du Nord (1972–74) et ministre d'État à l'Énergie (1974). 
Lorsque Margaret Thatcher est élue en 1979, elle fait de Howell son premier secrétaire d'État à l'Énergie, puis le transfère aux Transports lors du remaniement de septembre 1981 et jusqu'en 1983. Son passage au ministère des Transports voit la mise en service et la publication du très controversé rapport Serpell sur les chemins de fer britanniques. Le rapport contient des propositions qui auraient considérablement réduit le réseau ferroviaire britannique et suscité une réaction extrêmement hostile. Bien que ces propositions n'aient pas été suivies, l'épisode a causé des problèmes politiques considérables au gouvernement et contribue à ce que Thatcher fasse partir Howell du Cabinet,. Il écrit le livre Freedom and Capital, publié en 1981. En 1979, il est admis au Conseil privé. Il écrit le livre Blind Victory: une étude sur le revenu, la richesse et le pouvoir, publié en 1986. En 1987, il est président du comité spécial des affaires étrangères. Il écrit le livre The Edge of Now: nouvelles questions pour la démocratie à l'ère du réseau, publié en 2000. En 2007, il publie «Out of the Energy Labyrinth» (avec Carole Nakhle) et en 2013 «Old Links and New Ties: Power and Persuasion in the Age of Networks», principalement sur le Commonwealth. En 2016, il publie «Empires in Collision; la lutte verte contre noire pour notre avenir énergétique ». 
De 2005 à 2014, il est président du British Institute of Energy Economics et président du Windsor Energy Group depuis 2003. Il est décoré du Grand Cordon de l'Ordre du Trésor Sacré du Japon en 2001. 
De l'élection de mai 2010 au remaniement de 2012, Lord Howell est ministre d'État au ministère des Affaires étrangères du gouvernement de David Cameron, sous William Hague. De septembre 2012 à avril 2013, il est conseiller personnel du ministre des Affaires étrangères sur la sécurité énergétique et des ressources. En septembre 2012, lors du remaniement, après avoir exercé deux ans comme convenu initialement, le Premier ministre lui demande de se retirer pour fournir une place au Foreign Office à la baronne Warsi. Lord Howell est porte-parole de l'opposition pour les affaires étrangères et du Commonwealth de 2000 à 2010. Il est maintenant président de la nouvelle commission des relations internationales de la Chambre des lords. Lord Howell est également président de la Commonwealth Societies Association. 
En mai 2013, il est nommé président du Conseil des industries de l'énergie. En juillet 2013, il déclare lors d'une discussion des Lords sur la Fracturation hydraulique, "il existe de vastes zones inhabitées et désolées, certainement dans certaines parties du nord-est, où il y a beaucoup de place pour la fracturation, bien loin de la résidence de quiconque, et où elle pourrait être menée sans aucune menace pour l'environnement rural ". Après de nombreuses réactions défavorables, il s'est excusé, a déclaré qu'il avait été totalement incompris, n'avait jamais dit que le nord était "désolé'' comme le rapportaient mal certains journaux et qu'il pensait forer de préférence dans des zones laissées à l'abandon par la révolution industrielle dans les deux pays. nord-est et nord-ouest qui avaient besoin de réparations et de nouveaux investissements.

## Mariage et descendance
Lord Howell épouse en 1967 Cary Davina Wallace, fille de David John Wallace (né en 1914, tué au combat, Seconde Guerre mondiale, Grèce, 1944) et a trois enfants: 
- Frances Victoria Howell (né le 18 février 1969), écrivain, ancienne épouse de George Osborne
- Katherine "Kate" Davina Howell (née le 6 octobre 1970), épouse de Paul Bain, dont elle a Jack-Daniel Maconald (né le 22 juin 1992) et Oliver Bartholomew (né le 20 septembre 1995)
- "Toby" David Howell (né en 1975), marié à Isabel Usera de Moreno et père de deux enfants, Tristan David, né en 2011 et Grace Isabel, née en 2014.